# Лисецький Анатолій Степанович
Анато́лій Степа́нович Лисе́цький (17 лютого 1940, м. Шепетівка, нині Хмельницької області) — радянський і український економіст. Доктор економічних наук (1992), професор (2000).

## Біографія
У 1954—1958 роках навчався в сільськогосподарському технікумі, у 1958—1962 роках — в Одеському кредитно-економічному інституті. Після закінчення навчання працював в народному господарстві, зокрема в 1965—1977 роках у системі птахівничої промисловості України.
Без відриву від основної роботи навчався в аспірантурі Одеського сільськогосподарського інституту в 1967—1972 роках. Дисертацію на здобуття наукового ступеня кандидата економічних наук захистив 1973 року в Київському інституті народного господарства.
У 1977—1995 роках — науковий співробітник Науково-дослідного інституту економіки і організації сільського господарства імені Олександра Шліхтера.
1992 року підготував і захистив дисертацію на здобуття наукового ступеня доктора економічних наук.
Від 1995 року — завідувач відділу проблем розвитку і розміщення сільськогосподарського виробництва Ради по вивченню продуктивних сил України Національної академії наук України.
Звання професора отримав 2000 року.

## Наукова діяльність
Професор Лисецький, маючи великий досвід наукової і практичної роботи, в РВПС НАН України успішно розробляє проблеми розвитку і розміщення сільськогосподарського виробництва. Він є автором і розробником теорії, методології та методики емпіричного аналізу проблем національної продовольчої безпеки України, зокрема ним розроблено нову наукову теорію сільськогосподарської ренти. Ці розробки мають велике наукове і практичне значення в галузі науки регіональної економіки при розв'язанні проблем розвитку і розміщення підприємництва в сільському господарстві, просторової організації з урахуванням соціально-економічних пріоритетів.
Значний особистий внесок професора Лисецького містять наукові пропозиції щодо схем просторової організації сільського господарства в регіонах України, зокрема він є куратором з наукової підготовки Схеми (прогнозу) розвитку продуктивних сил Вінницької області на середньострокову перспективу до 2015 року.
Професор Лисецький тривалий час є членом спеціалізованої вченої ради по захисту дисертацій на здобуття наукового ступеня докторів та кандидатів наук, особисто є науковим керівником 5 здобувачів кандидата та науковим консультантом одного здобувача доктора економічних наук.

### Праці
Всього за результатами наукових досліджень Лисецький опублікував понад 200 наукових праць. Основними з них в останні роки є такі:
- Лисецький А. С. Агропромисловий комплекс: сучасний стан і перспективи розвитку / Розд. у підр. Розміщення продуктивних сил і регіональна економіка. К.: КНЕУ, 2005. — С. 449—500.
- Лисецький А. С. Сільськогосподарська рента: теорія і практика // Економіка України. — № 10. — 2003. — С.37—46.
- Лисецький А. С. Рента — податкове поле АПК // Фінанси України. — № 3. — 2004. — С. 90—98.
- Схема-прогноз розвитку і розміщення продуктивних сил Автономної республіки Крим, областей та міст Києва і Севастополя у 27 томах, зокрема Вінницької області. К.:РВПС НАН України, 2005. — 202с.
- Лисецький А. С. Продовольча безпека України: теорія, методологія, емпіричний аналіз. К.: Оріяни, 2005. — 374 с.